# 睡眠日记

睡眠日记

睡眠日记是一个人的睡眠时间和醒来时间的相关信息的记录，这个记录通常持续几个星期。它可以通过自己或他人来记录。记睡眠日记是国际公认的辅助检查睡眠疾病的方法，而每天记睡眠日记本身，对一部分失眠患者来说就是一个行之有效的疗法。睡眠日记中应详细记录与睡眠有关的各种信息，比如上床前做了什么事情、喝了什么饮料；上床的时间；中间醒来过几次；起床时间是几点；是否做了噩梦；第二天精神怎样，是否影响生活工作。另外，还要让同眠者或者家人观察自己睡眠中的情况，比如睡觉中是否打呼噜、说梦话，以及有无其他异常表现。